# Tony West (Dartspieler)
Tony West (* 7. Juli 1972 in Waltham Abbey) ist ein ehemaliger englischer Dartspieler. Sein größter Erfolg war der Sieg beim Winmau World Masters 2003.
Er ist der Bruder von Steve West, der ebenfalls professionell Darts spielt.

## Karriere

### BDO

#### World Masters
Seine größten Erfolge konnte West beim World Masters verzeichnen. Hier erreichte er 2002 das Finale, verlor dieses gegen Mark Dudbridge. Ein Jahr später stand er im Halbfinale Ted Hankey. Dieser ging nach einem hohen Finish mit 5:4 in den Sätzen in Führung und feierte sich ausgiebig. West kam jedoch zurück und gewann das Spiel. Im Finale traf er auf Raymond van Barneveld, der die drei zurückliegenden Grand-Slam-Turniere für sich entscheiden konnte. Schnell ging dieser auch in Führung, doch West steigerte sich und brachte das Spiel in einen entscheidenden Satz. Kurz bevor hier zu einem Sudden death-Leg gekommen wäre, konnte West ein Leg gegen den Anwurf van Barnevelds gewinnen und sicherte sich so den Titel.

#### Weltmeisterschaft
West erreichte das Achtelfinale der BDO-Weltmeisterschaft 2004. Hier verlor er gegen den späteren Turniersieger Andy Fordham.
Ab 2004 war Wests Form zunehmend schwankend, sodass er sich für die Veranstaltungen von 2007, 2008 und 2009 nicht mehr qualifizieren konnte. 2010 gelang ihm dies wieder. Er verlor schließlich im Achtelfinale gegen Dave Chisnall. Im Jahr darauf war bereits zum Auftakt gegen Martin Adams Schluss. 2012 unterlag er dem Belgier Geert De Vos in der ersten Runde.

##### Andere Turniere
West konnte sich bei mehreren Open-Turnieren durchsetzen, unter anderem bei den Portland Open 2004 und 2006.

### PDC
Im Januar 2012 entschied sich West an der PDC Q-School teilzunehmen, so wies es auch einige andere BDO-Spieler, wie sein Bruder Steve oder Dean Winstanley, taten. Am ersten Tag der Q School bezwang West Keegan Brown im entscheidenden Spiel und sicherte sich so eine Spielberechtigung für die Professional Darts Corporation (PDC). Hier gelang ihm die Qualifikation für die German Open, wo er sich mit Sieger über Justin Pipe, Terry Temple und Terry Jenkins bis ins Viertelfinale vorspielte. Dieses verlor er dann gegen Adrian Lewis. Auch bei den Dutch Masters war er mit dabei, doch verlor zum Auftakt gegen Brendan Dolan. Am Ende des Jahres fehlten West nur 400 £ in der Rangliste um sich für die Weltmeisterschaft zu qualifizieren.
Bei den UK Open 2013 war für West bereits in der ersten Runde gegen Jake Pennington Schluss. Anschließend nahm er nur noch an sechs weiteren Turnieren im Jahr 2013 teil, sodass er seine Tourkarte wieder verlor. West entschied sich dann nicht erneut bei der Q School anzutreten und stattdessen Qualifikationsturniere für die European Tour zu spielen. Jedoch gelang es ihm nicht, sich für eines dieser Turniere zu qualifizieren.
2016 war West schließlich für den European Grand Prix qualifiziert. Er konnte dann auch Jeffrey de Graaf zum Auftakt besiegen. Gegen Michael Smith verlor er dann aber. Auch spielte er bei den German Championship im selben Jahr und wurde gegen seinen Bruder Steve gelost. Dieser spielte einen Average von 109,98 und gewann mit 6:0. Dies ist bis heute das letzte aufgezeichnete Spiel von West auf professionellem Niveau.

## Weltmeisterschaftsresultate

### BDO
- 2004: Achtelfinale: (0:3-Niederlage gegen Andy Fordham) (Sätze)
- 2005: Achtelfinale: (0:3-Niederlage gegen Robert Thornton)
- 2006: 1. Runde: (1:3-Niederlage gegen Tony O’Shea)
- 2010: Achtelfinale: (2:4-Niederlage gegen Dave Chisnall)
- 2011: 1. Runde: (1:3-Niederlage gegen Martin Adams)
- 2012: 1. Runde: (1:3-Niederlage gegen Geert De Vos)

## Titel

### BDO
- World Master: 2003

### WDF
- Belgium Open Sieger: 2003, 2007
- Swiss Open Sieger: 2004
- Luxembourg Open Sieger: 2010
- Welsh Master: 2010
- Antwerp Open Sieger: 2011

### Sonstige
- Portland Open Sieger: 2004, 2006
- Sieger bei den British Internationals: 2005 (mit der englischen Mannschaft)
- Granity City Open Sieger: 2006
- Sieger der Jackpot 7 Dutch Darts Compition: 2010
- Sieger der Open Marienheem: 2010
- Sieger der Wiike Open: 2010